# Onthophagus yiryoront
Onthophagus yiryoront är en skalbaggsart som beskrevs av Matthews 1972. Onthophagus yiryoront ingår i släktet Onthophagus och familjen bladhorningar. Inga underarter finns listade i Catalogue of Life.